# 周紋希
周紋希（AKA，1989年7月2日—），香港藝人，聲稱擁有各樣靈異、玄學知識，如靈體、巫術、自然力量、古文明、幽浮等等，曾於《Yes!》 雜誌連載多期「靈異」版，後被稱為「靈異少女」。其後，更多次為新城知訊台《恐怖熱線》及香港人網擔任節目嘉賓。2012年6月，正式簽約唱片公司框格音樂事務所，成為旗下歌手藝人。2012年9月，為「HHB康美肌醫學美容中心」擔任「ACR 形像大使」；同年9月參與由趙碩之、胡渭康主演之歌舞舞台劇《風之后》，飾演「七家姐」一角，其後因腳部扭傷辭演。2012年11月，為「Chilli Media Limited 辣椒出版」旗下刊物《Choy！啋》撰寫專欄“靈異少女手記”。

## 資料來源
1. 1 2  周紋希寸嘴挑戰舞台劇 （页面存档备份，存于） 東方日報，2012年8月31日
2. ↑  周紋希扭傷腳 被迫辭演舞台劇 （页面存档备份，存于） 東方日報，2012年9月6日